# Hogir Hirori
Hogir Hirori (født 7. maj 1980 i Dahuk, Kurdistan) er en kurdisk-svensk filminstruktør, kendt for sine prisvindende dokumentarfilm, The Deminer 2017, om en kurdisk minerydder, og Sabaya 2021, om befrielsen af slavegjorte yazidi-kvinder fra terrorsekten IS.
Filmen Sabaya som vandt Guldbagge 2021, og instruktørprisen 2021 på Sundance Film Festival  , er blevet kritiseret for ikke at være strengt dokumentarisk, scener er arrangeret med kvinder, der ikke ønskede at være med i filmen. 

## Filmografi
- 2021 Sabaya.
- 2017 The Deminer.
- 2016 Pigen der reddede mit liv.
- 2014 Isis ofre.
- 2007 Hewa stærkest i Sverige..